# Modena Team
Modena Team SpA fue un equipo italiano de Fórmula 1, que participó en la temporada 1991. Usó chasis y motor fabricados por la marca Lamborghini, por lo que también fue conocido como Lambo.

## Historia
La base del equipo inició en 1990, en un proyecto de nombre GLAS encabezado por el empresario mexicano Fernando González Luna y con el apoyo de Lamborghini Engineering. Esta marca había entrado a la F1 dos años atrás, como fabricante de motores de 12 cilindros, y quería hacer su primer chasis para el campeonato. El diseño del monoplaza de Mauro Forghieri (exingeniero de Scuderia Ferrari) fue presentado en el Gran Premio de México de 1990, pero, pocos días después, González Luna se dio a la fuga tras tener pedido de captura por la Interpol por tráfico de drogas. Luego de esta baja presupuestaria, el italiano Paolo Patrucco pasó a ser el inversor del equipo, rebautizándolo como Modena Team.
El Lambo 291, con motor Lamborghini V12 3.5, hizo su debut en la temporada 1991 de Fórmula 1. Era de color azul metálico y tenía un diseño pontones laterales radical. Sus pilotos eran el italiano Nicola Larini, que ya había competido en Coloni, Osella y Ligier, y el belga Eric van de Poele, subcampeón de Fórmula 3000 Internacional la temporada pasada. Al ser equipo debutante, debió participar en las rondas de preclasificación, que dejaba afuera a cuatro pilotos. El expiloto de Arrows, Alfa Romeo y Spirit, Mauro Baldi, probó el monoplaza en pretemporada.

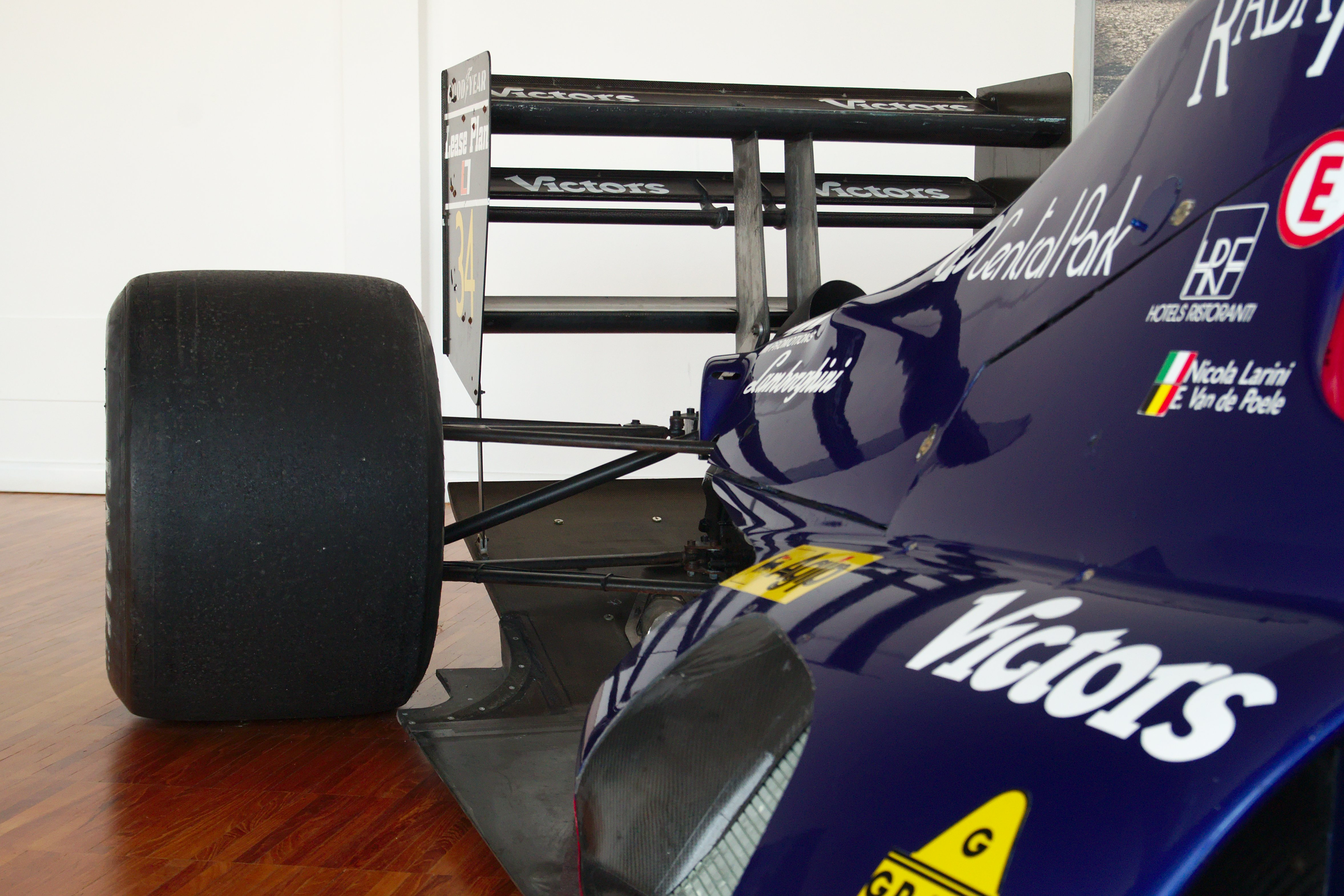
Zona lateral del monoplaza.

En la primera competencia del año, Larini logró pasar la preclasificación y quedar finalmente en el puesto 17 de la grilla, y en carrera remontó hasta la séptima posición. Van de Poele largó su primera carrera en el GP de San Marino (la tercera ronda), donde era quinto a falta de pocas vueltas para el final, pero un problema en la bomba de combustible causó que finalizara noveno. Hasta la octava carrera, en el resto de participaciones, los dos pilotos no pasaron de la sección preclasificatoria.
Luego de esa carrera, Modena pasó a integrar directamente la clasificación de la carrera, pero allí también había un límite de ingresantes, y el equipo generalmente quedó sin poder largar el día domingo. Nicola Larini fue el que mejores resultados tuvo desde entonces: largó cuatro carreras, terminando dos de ellas (último en ambas), mientras que Eric van de Poele nunca volvió a largar un Gran Premio.
Al finalizar la temporada 1991, el equipo tenía graves problemas de presupuesto y Lamborghini ya no lo ayudaba económicamente. Mauro Forghieri trató de mantener con vida la estructura, negociando con el equipo Larrousse para una posible fusión y con el ingeniero Sergio Rinland para el diseño del futuro monoplaza. Ningún proyecto prosperó y Forghieri se marchó a Bugatti para 1992, dándole el cierre definitivo al equipo.

## Resultados

### Fórmula 1
(Clave) (negrita indica pole position) (cursiva indica vuelta rápida)

| Año     | Chasis    | Motor                 | Neu. | N.º | Pilotos           | 1    | 2    | 3    | 4    | 5    | 6    | 7    | 8    | 9   | 10  | 11  | 12  | 13  | 14  | 15  | 16  | Puntos | Pos. |
| ------- | --------- | --------------------- | ---- | --- | ----------------- | ---- | ---- | ---- | ---- | ---- | ---- | ---- | ---- | --- | --- | --- | --- | --- | --- | --- | --- | ------ | ---- |
| 1991    | Lambo 291 | Lamborghini L3512 V12 | G    |     |                   | USA  | BRA  | SMR  | MON  | CAN  | MEX  | FRA  | GBR  | GER | HUN | BEL | ITA | POR | ESP | JPN | AUS | 0      | NC   |
| 1991    | Lambo 291 | Lamborghini L3512 V12 | G    | 34  | Nicola Larini     | 7    | DNPQ | DNPQ | DNPQ | DNPQ | DNPQ | DNPQ | DNPQ | Ret | 16  | DNQ | 16  | DNQ | DNQ | DNQ | Ret | 0      | NC   |
| 1991    | Lambo 291 | Lamborghini L3512 V12 | G    | 35  | Eric van de Poele | DNPQ | DNPQ | 9    | DNPQ | DNPQ | DNPQ | DNPQ | DNPQ | DNQ | DNQ | DNQ | DNQ | DNQ | DNQ | DNQ | DNQ | 0      | NC   |
| Fuente: |           |                       |      |     |                   |      |      |      |      |      |      |      |      |     |     |     |     |     |     |     |     |        |      |